# 团山寺镇
团山寺镇，是中华人民共和国湖北省荆州市石首市下辖的一个乡镇级行政单位。

## 行政区划
团山寺镇下辖以下地区：
连心桥社区、长山村、王家场村、新码头村、白家荡村、木榨湖村、黄古山村、鹤湾村、曹家场村、宜山垱村、白果庙村、过脉岭村、长林咀村、风波岭村、牛头山村、六波庵村、虎山头村、北河口村和小新口村。